# Game night
Game Night är det femtonde avsnittet av första säsongen av TV-serien How I Met Your Mother. Det hade premiär på CBS den 27 februari 2006.

## Sammandrag
Efter att ha vunnit ett flertal spelkvällar i rad uppfinner Marshall spelet "marshgammon". Spelkvällen hamnar dock på ett sidospår då ett videoband på en ung Barney, som hippie, dyker upp. 

## Handling
Marshall, som brukar vinna varje gång vännerna ska spela sällskapsspel, skapar sitt eget spel. Det heter "Marshgammon" och reglerna visar sig svåra att förstå. Victoria är med och spelar för första gången, så Marshall använder spelet för att fråga ut henne om privata saker.
Lily har fått tag på ett videoband som hon ska ge Barney. När han inser vem som gett henne bandet förstör han det genast - tror han. Lily har gömt det riktiga bandet, som de nu tittar på tillsammans. Till deras förvåning sjunger och gråter en långhårig hippie-version av Barney på bandet. Barney tar med sig bandet och går utan ett ord.
Senare möter Barney upp de andra i baren. Han går bara med på att berätta vad det är frågan om ifall alla andra berättar sina pinsamma historier. Marshall berättar att han blev upptäckt av barnen när han lånade toaletten på Lilys förskola, Lily berättar att Marshalls mamma en gång hörde i telefon hur de hade sex, Victoria berättar en mycket opassande historia som bland annat innehåller marshmallow-sås och Ted berättar att han tidigare varit kär i Robin. Den kväll han sade att han älskade Robin (i avsnittet "Pilot") återvände han en extra gång för att kyssa henne, men var så berusad att han spydde på hennes dörrmatta och sprang iväg.
Barney berättar sin historia som utlovat. En gång i tiden arbetade han på ett kafé med sin flickvän Shannon. Hon gjorde slut med honom och ljög för honom. Han upptäckte att hon i stället dejtade en kostymklädd, rik yuppie. Därför spelade Barney in filmen där han sjöng för Shannon. Det slutar med att han blir förödmjukad av Shannon och den nye pojkvännen. Därför bestämde sig Barney för att ändra livsstil. Han klippte sig, började bära kostym och övergav sin idealistiska syn på världen. 
Barney berättar också att han, när han lämnade vännernas lägenhet, gick hem till Shannon och pratade med henne. Pojkvännen hade lämnat henne och hon har nu en son. Barney har sex med Shannon och videofilmar det som bevis. Han konstaterar att hans liv är bra eftersom han har pengar, kostymer, många one-night stands och inga barn att behöva ta hand om.

## Popkulturella referenser
- I tillbakablickarna till tidigare spelkvällar spelar vännerna Gin rummy, Yatzy och poker.
- Marshgammon, som Marshall konstruerar, innehåller element från Candy Land, Jag har aldrig, Pictionary, Twister och Taboo. Han har däremot, trots namnet på spelet, undvikit Backgammon.
- När Barney "förvandlas" och höjs upp i en stol anspelar scenen på "Star Wars: Episod III – Mörkrets hämnd", där Anakin Skywalker förvandlas till Darth Vader.
- Barney spelar Jewels "You Were Meant For Me" på keyboarden i kaféet när han börjar berättar sin historia.